# Crescendo (фестиваль)
Музыкальный фестиваль «Crescendo» — ежегодный форум (мероприятие) молодых российских музыкантов, фестиваль нового поколения русской исполнительской школы. Проводится Министерством культуры Российской Федерации, Российским государственным театральным агентством, Администрацией Псковской области Архивная копия от 20 июня 2009 на Wayback Machine.
Название фестиваля происходит от музыкального термина, обозначающего постепенное увеличение силы звука. В нотах crescendo обозначается знаком «<», или сокращённо cresc.

## Возникновение
Идея проведения музыкального фестиваля появилась у известного российского продюсера, заслуженного деятеля искусств России,
профессора Давида Смелянского летом 2003 года. Он пригласил к сотрудничеству известного пианиста Дениса Мацуева, победителя XI Международного конкурса имени П. И. Чайковского, ставшего соавтором проекта. Фестиваль «родился» в Псковском Кремле на одной из репетиций программы, посвященной празднованию 1100-летия Пскова.
Идея проведения фестиваля «Crescendo» была одобрена Президентом Российской Федерации В. В. Путиным. Было принято решение о ежегодном проведении фестиваля под патронатом Администрации Президента Российской Федерации.

## Задачи
- собрать воедино по всему миру известных молодых музыкантов, ставших звездами мирового музыкального искусства
- продемонстрировать высочайший творческий потенциал современной отечественной музыкальной культуры
- привлечь общественное внимание к творчеству молодых талантливых исполнителей
- сделать ещё более насыщенной культурную жизнь России и, в первую очередь, её молодёжной аудитории

## Хронология
| № | Время проведения                  | Место проведения | Участники |
| - | --------------------------------- | --- | --- |
| 1 | 10 — 16 февраля 2005 года         | Большой и Малый залы Московской государственной консерватории им. П. И. Чайковского, Большой и Камерный залы Московского международного Дома музыки, Московская государственная филармония, Новая сцена государственного академического Большого театра России | Пианист Денис Мацуев, воспитанники благотворительного Фонда «Новые имена» и др. |
| 2 | 9 — 22 апреля 2006 года           | Большой и Малый залы Санкт-Петербургской академической филармонии им. Д. Д. Шостаковича, Большой концертный зал «Октябрьский», Большой зал Екатерининского дворца в Царском Селе, арт-кафе «Подвалъ Бродячей Собаки»                                           | Двадцать один молодой исполнитель и пять оркестров, в том числе Заслуженный коллектив России Академический симфонический оркестр Санкт-Петербургской государственной филармонии имени Д. Д. Шостаковича под управлением Юрия Темирканова, Национальный филармонический оркестр России под управлением Владимира Спивакова, Симфонический оркестр студентов Санкт-Петербургской государственной консерватории имени Н. А. Римского-Корсакова, Государственный камерный оркестр джазовой музыки имени О. Лундстрема, воспитанники благотворительного Фонда «Новые имена», молодые художники «Art-Crescendo»                    |
| 3 | 19 — 26 сентября 2007 года        | Сцены Большого зала Свердловской академической филармонии, Свердловского государственного академического театра музыкальной комедии, сцена «Theatre de Champs Elysees», Большой зал Московской консерватории                                                   | Музыканты: Михаил Плетнёв и Александр Князев, Заслуженный коллектив России, академический симфонический оркестр под управлением Юрия Темирканова; Уральский академический симфонический оркестр, Уральский молодёжный симфонический оркестр и балетная труппа Пермского академического театра оперы и балета, дирижёры Дмитрий Лисс, Александр Сладковский, Валерий Платонов; Сергей Антонов, Александра Князева, Алексей Огринчук, Алёна Баева, Екатерина Апекишева, Борис Бровцын, Максим Рысанов, Михаил Казаков, Динара Алиева, Борислав Струлев, Александр Рождественский, Денис Мацуев, Сергей Накаряков и Вадим Репин |
| 4 | 1 — 8 октября 2008 года           | Кафедральный собор, Калининградская областная филармония, ведущие концертные площадки Санкт-Петербурга и Москвы, сцена «Новой оперы» и театра «Гашер» в Тель-Авиве                                                                                             | Национальный филармонический оркестр России и Государственный камерный оркестр «Виртуозы Москвы» под руководством Владимира Спивакова, Биг-бэнд под управлением Георгия Гараняна, Денис Мацуев, Алексей Огринчук, Борис Бровцын, Кирилл Солдатов, Александр Бузлов, Хибла Герзмава, Борислав Струлев и др. |
| 5 | 24 — 28 октября 2009 года         | Псков, Большой зал Московской государственной консерватории им. П. И. Чайковского, Нью-Йоркский Центр Михаила Барышникова | Юрий Симонов и его коллектив, Академический симфонический оркестр Московской государственной филармонии, солисты: Денис Мацуев, Екатерина Мечетина, Сергей Суворов, Максим Рысанов, Айдар Гайнуллин, Борислав Струлев, Граф Муржа, Артур Назиуллин, Полина Лаптева; режиссёр Руслан Кудашов |
| 6 | 18 сентября — 3 октября 2010 года | Псков, Тюмень, Колонный зал Дома Союзов в Москве, Рига | Алёна Баева, Александр Бузлов, Татьяна Васильева, Дмитрий Илларионов, Сергей Крылов, Екатерина Мечетина, Александр Сладковский, Сергей Накаряков, Алексей Огринчук, Максим Рысанов, Юрий Ткаченко, Сергей Смбатян, Игорь Четуев, Шенда Рул (США), Аркадий Шилклопер |
| 7 | 24 сентября — 13 ноября 2011 года | Концертные залы Пскова и Кемерово, Большой зал Московской консерватории | Лауреаты XIV международного конкурса им. П. И. Чайковского: Елена Гусева, Сергей Догадин и Алексей Чернов; Денис Мацуев, Юлиан Рахлин, Максим Рысанов; Анна Винницкая, Ольга Перетятько, Владислав Лаврик, Андрей Усов, Татьяна Малярова, Ольга Кипрская, Ирина Шишкова |

## Организаторы
Организатор проведения музыкального фестиваля «Crescendo» — Российское государственное театральное агентство (РГТА).
РГТА участвует в создании и прокате театральных спектаклей, музыкальных проектов, организует гастроли театров и музыкальных коллективов в России и за рубежом. Идея создания агентства принадлежит его бессменному руководителю Давиду Яковлевичу Смелянскому в мае 2003 г.
Д. Я. Смелянский первым в России был удостоен Дягилевской премии «За возрождение профессии театрального продюсера в России».

## Руководство
- Арт-директором фестиваля является народный артист России, лауреат государственной премии в области литературы и искусства, Победитель XI международного конкурса им. П. И. Чайковского, лауреат международных конкурсов, вице-президент фонда «Новые имена» Архивная копия от 23 января 2012 на Wayback Machine Денис Мацуев.
- Генеральный продюсер — генеральный директор «Российского государственного театрального агентства», заслуженный деятель искусств России, кандидат искусствоведения, профессор РАТИ (ГИТИС) Давид Смелянский[1].